# 354 Eleonora
354 Eleonora (mednarodno ime je tudi 354 Eleonora) je precej velik asteroid tipa S (po Tholenu) v glavnem asteroidnem pasu. 

## Odkritje
Asteroid je odkril francoski astronom Auguste Charlois ( 1864 – 1910) 17. januarja 1893 v Nici.. 
Izvor imena ni znan.

## Lastnosti
Asteroid Eleonora obkroži Sonce v 4,68 letih. Njegova tirnica ima izsrednost 0,113, nagnjena pa je za 18,385° proti ekliptiki. Njegov premer je 155,17 km, okoli svoje osi se zavrti v 4,277 h .